# Tarija
För andra betydelser, se Tarija (olika betydelser).

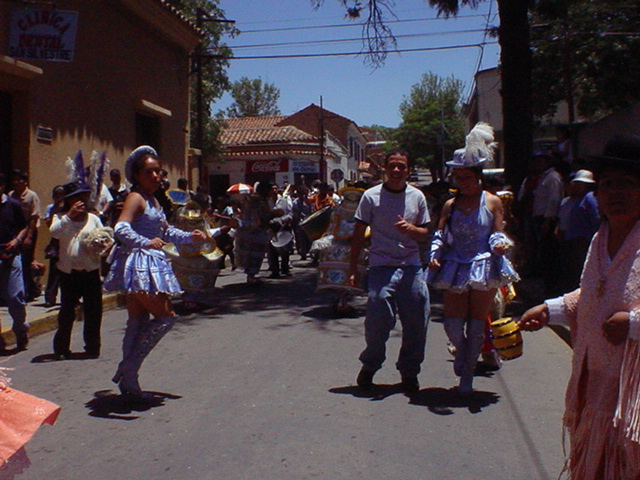
Gatufest i Tarija.

Tarija är en stad och kommun i södra Bolivia, och är den administrativa huvudorten för departementet Tarija. Invånarantalet beräknades till 182 684 invånare år 2008.